# Porte d'Auteuil
La porte d'Auteuil est une porte de Paris située dans le 16e arrondissement à proximité immédiate du quartier d'Auteuil.

## Situation et accès
Elle marque la jonction entre la rue et le boulevard d'Auteuil et entre les boulevards Suchet et Murat.

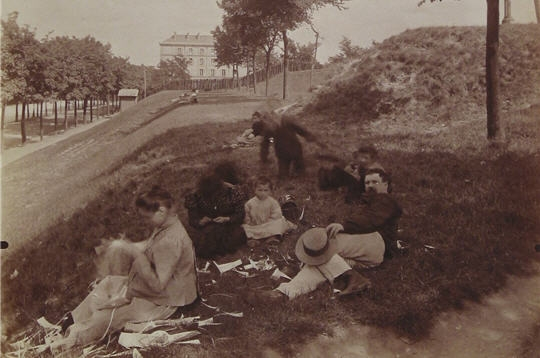
Le Paris de la Belle Époque, porte d'Auteuil (photographie d'Eugène Atget).

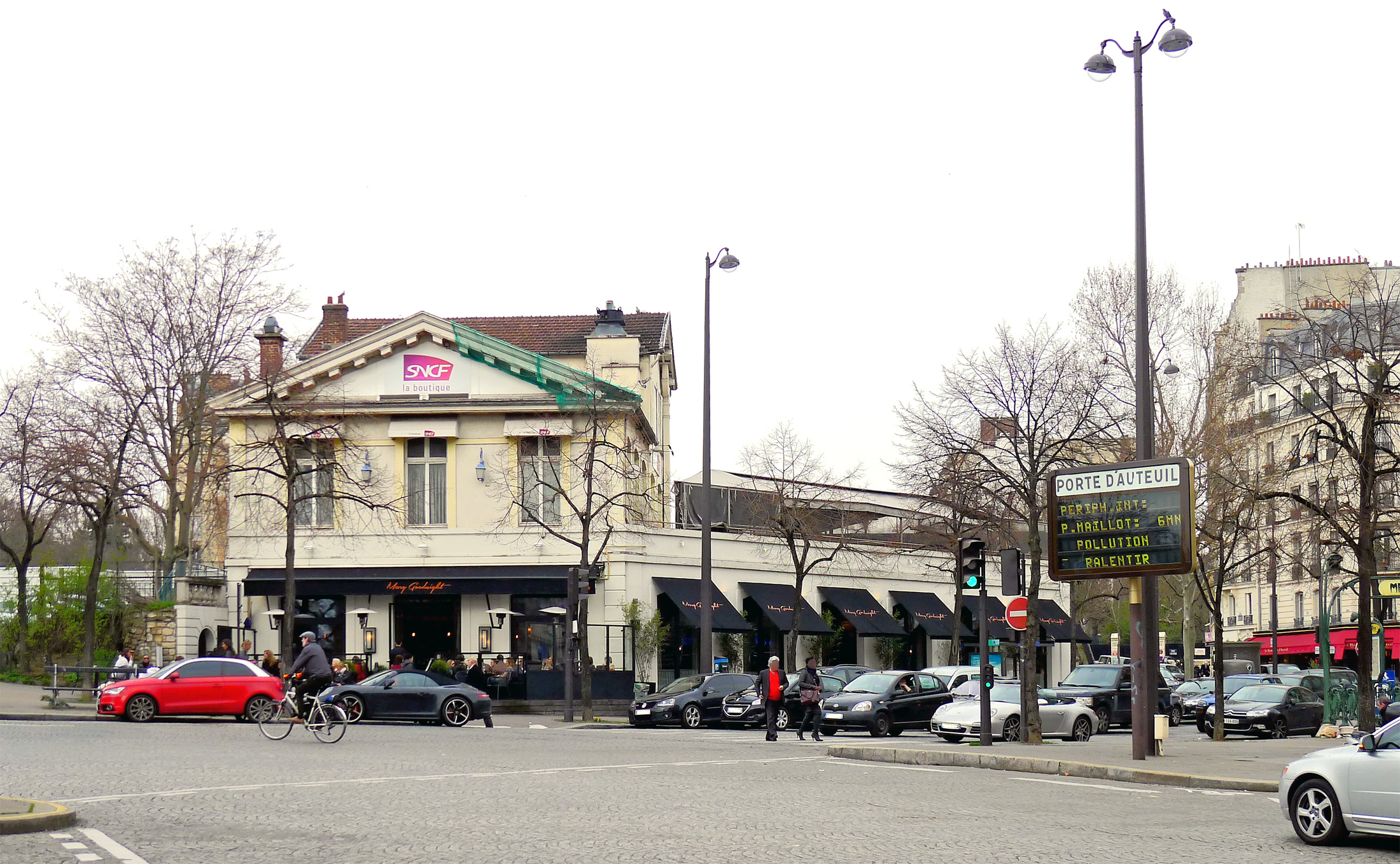
La porte d'Auteuil avec l'ancienne gare SNCF en 2014.

La porte d'Auteuil correspond à une zone relativement récente et peu dense de Paris, fortement marquée par l'architecture post-haussmanienne des années 1920 et 1930 : les anciens immeubles de la ville de Paris situés à la jonction du boulevard Suchet, le lycée Jean-de-La-Fontaine, les tribunes de l'hippodrome d'Auteuil, la piscine Molitor et la tribune présidentielle du stade Jean-Bouin (transformé à l'été 2010 pour accueillir les matchs du Stade français), sont considérés comme emblématiques de l'architecture de cette période.
Elle donne accès au sud du bois de Boulogne et à ses nombreux aménagements récréatifs, comme le complexe de Roland-Garros, l'hippodrome d'Auteuil, le stade Jean-Bouin et le Parc des Princes ainsi qu'à des parcs et jardins, notamment celui des serres d'Auteuil.

## Projets de « densification de la porte d'Auteuil »

Cartographie des projets.

Depuis plusieurs années, le quartier s'étirant de la porte d'Auteuil à la porte Molitor fait l'objet de nombreux projets de restructuration. Cette opération est souvent désignée comme une densification de la porte d'Auteuil et se trouve particulièrement contestée par les riverains, des universitaires comme Alexandre Gady et les associations de défense du patrimoine.
En 2017, la Mairie de Paris achève un projet de construction de nouveaux immeubles de logements sociaux, situé sur les réserves foncières préalablement libérées par la SNCF et la congrégation des Petites sœurs des pauvres, dans l'îlot situé derrière l'ancienne gare d'Auteuil-Boulogne, entre les boulevard Suchet et Montmorency et sur le parc de l'ancienne maison de retraite de la rue de Varize.
Le quartier a également assisté ces dernières années à la reconstruction du stade Jean-Bouin, à l'agrandissement du complexe de Roland-Garros, à la rénovation de la piscine Molitor et au réaménagement de l'hippodrome d'Auteuil, après plusieurs contestions de la part de certains riverains. L'impact des événements sportifs sont également au cœur des débats dans un quartier situé à proximité du Parc des Princes et du stade Roland-Garros, qui occasionnent congestion et dégradations diverses à chaque manifestation. Dans le cas de Roland-Garros, enfin, se pose la question de l'avenir du jardin des serres d'Auteuil,, sur une partie de la surface duquel une extension des terrains sportifs est réalisée dans la seconde moitié des années 2010.
À l'époque, cette importante concentration de projets contestés a amené le maire de l'arrondissement, Claude Goasguen, à dénoncer une politique de brimade systématique des « ennemis de classe » menée par le maire de Paris, Bertrand Delanoë,.